# Galina Alekseeva
Galina Alekseeva (en ruso: Галина Александровна Алексеева; Moscú, RSFS de Rusia; 27 de octubre de 1947 – 4 de febrero de 2024) fue una nadadora soviética especialista en salto que participó en los Juegos Olímpicos.

## Carrera
A nivel de equipo siempre estuvo en el Dinamo de Moscú; y tuvo su primera aparición en los Juegos Olímpicos de Tokio 1964 donde compitió en la plataforma de 10 metros en la que ganó la medalla de bronce siendo superada por Lesley Bush de Estados Unidos y Ingrid Krämer de Alemania.
Cuatro años después participaría en México 1968, pero no pudo clasificar a la ronda final luego de terminar en el puesto 14 entre 24 participantes.